# Boeing 307 Stratoliner
Boeing 307 Stratoliner – amerykański samolot pasażerski wytwórni Boeing, rozwojowa, cywilna wersja samolotu bombowego B-17C. Był to pierwszy komercyjny samolot pasażerski z ciśnieniową kabiną dla załogi i pasażerów, umożliwiającą loty na dużych wysokościach.
Stratoliner był trzecią konstrukcją Boeinga, która otrzymała oznaczenie i nazwę (pierwsza to 200/221 Monomail, druga to B-17 Flying Fortress). Nazwa wywodzi się od wysokiego pułapu, na którym miały latać samoloty tego typu.

## Historia

### Geneza
Boeing 307 jest przykładem jak kilka elementów w historii lotnictwa zbiegło się w czasie i miejscu owocując stworzeniem bardzo udanej konstrukcji. Pierwszym z tych elementów było wprowadzenie do eksploatacji silników tłokowych wyposażonych w turbosprężarki dzięki czemu wzrosła sprawność i moc silników a tym samym umożliwiło to samolotom osiąganie pułapu rzędu 10 000 metrów. Kolejnym elementem były doświadczenia prowadzone przez Trans World Airlines (TWA) nad lotami wykonywanymi na dużych wysokościach. Dzięki takiemu rozwiązaniu samoloty pasażerskie byłyby mniej uzależnione od warunków pogodowych, a tym samym zdecydowanie bardziej efektywne.
Pierwsze prace projektowe nad modelem 307 rozpoczęto w grudniu 1935, konstrukcja pierwszego egzemplarza rozpoczęła się dopiero w 1937, po otrzymaniu pierwszego zamówienia od linii lotniczych.

### Prace projektowe
Podstawowym problemem jaki należało rozwiązać przy projektowaniu samolotu była możliwość zapewnienia pasażerom warunków do przebywania na pokładzie samolotu lecącego na wysokości 7000 metrów i więcej. W przypadku samolotów wojskowych radzono sobie z tym wyposażając pilota w maskę tlenową, w przypadku maszyn pasażerskich takie rozwiązanie nie wchodziło w grę. Boeing zaprojektował całkowicie nowy, pękaty kadłub, w którym sprężarki firmy General Electric z układem dwóch par zaworów, w locie na pułapie 7000 metrów zapewniały ciśnienie odpowiadające wysokości 3600 metrów. Pozostałe elementy konstrukcji, skrzydła, usterzenie, podwozie, silniki i śmigła zaadaptowano wprost z bombowca B-17C.
W przypadku Stratolinera zmieniono wcześniejszy zwyczaj Boeinga używania wyłącznie sufiksów do oznaczania różnych modeli samolotu. Cztery samoloty przeznaczone dla Pan Am znane były jako S-307, pięć samolotów TWA otrzymało oznaczenia SA-307B, a jeden samolot zakupiony przez Howarda Hughesa znany był jako SB-307B. Cena jednego samolotu w 1938 roku wynosiła 315.000 dolarów.
Pierwszy lot przeznaczonego dla Pan Am prototypu (PAA-307) odbył się 31 grudnia 1938. Samolot rozbił się z winy pilota w czasie pierwszego lotu, co nie opóźniło w żaden sposób jego produkcji, ale wpłynęło na istotną zmianę konstrukcyjną – w wersji produkcyjnej zamieniono mały statecznik pionowy B-17C na duży statecznik nowej konstrukcji.
Stratoliner był trzecią konstrukcją Boeinga, która otrzymała zarówno oznaczenie jak i nazwę (pierwsza to 200/221 Monomail, druga to B-17 Flying Fortress), sama nazwa wywodzi się od wysokiego pułapu, na którym miały latać samoloty tego typu.

### Służba
PAA-307/S-307

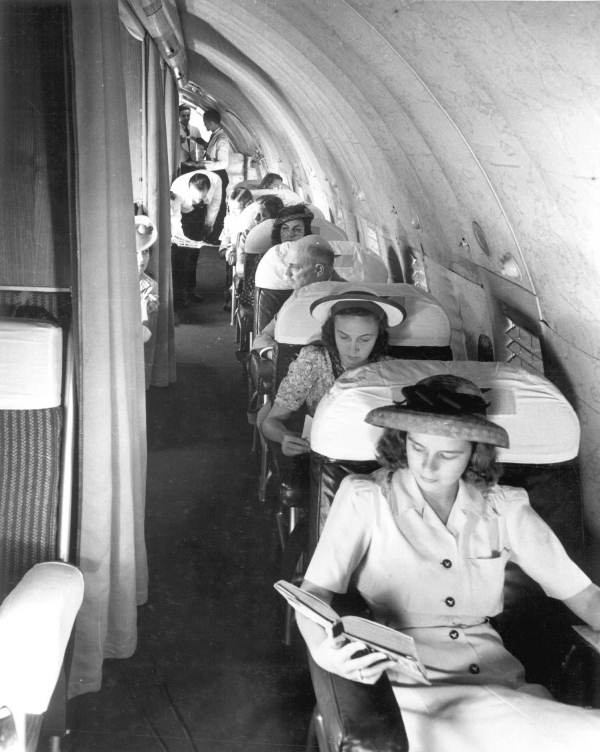
Kabina pasażerska Boeinga 307

Zakupione przez Pan Am samoloty znane były zarówno PAA-307, jak i S-307. Nazwane Flying Cloud, Comet i Rainbow bazowały w Miami i obsługiwały trasy południowoamerykańskie. W momencie przyłączenia Stanów Zjednoczonych do wojny maszyny Pan Am latały na potrzeby armii, ale obsługiwane były przez cywilne załogi, nie zmieniono także ich cywilnych rejestracji ani numerów seryjnych. Po wojnie wszystkie zostały sprzedane przewoźnikom z Ameryki Południowej, służyły między innymi w Hondurasie i Ekwadorze.
Jeden z samolotów został zakupiony przez siły powietrzne Forces Armées d'Haïti. Przystosowano go do przewozu prezydenta kraju, Duvaliera. Samolot prezydencki został sprowadzony do USA i odremontowany w 2001. 22 marca 2002 maszyna uległa katastrofie po przymusowym wodowaniu w Zatoce Elliotta w Seattle. Uszkodzenia nie były zbyt rozległe i samolot ponownie odrestaurowano. Obecnie jest to jedyny zachowany egzemplarz Boeinga 307. Eksponowany jest w Steven F. Udvar-Hazy Center.
SA-307B/C-75/SA-307B-1
Linie TWA zamówiły sześć Stratolinerów, z czego dostarczono im pięć samolotów. Różniły się nieco zewnętrznie od maszyn Pan Amu, przede wszystkim dłuższymi obudowami silników i szczegółami konstrukcji klap.
Samoloty TWA obsługiwały trasę pomiędzy Nowym Jorkiem a Los Angeles. Pokonywały ją w czasie 13 godzin i 40 minut, o dwie godziny szybciej niż DC-3.
W czasie II wojny światowej maszyny TWA służyły w Army Air Transport Command jako C-75 i obsługiwane były przez załogi cywilne.
Zostały zwrócone właścicielowi w 1944, po wcześniejszym bardzo gruntownym remoncie otrzymując oznaczenie SA-307B-1. Oryginalne silniki z B-17C o mocy 900 KM zostały zastąpione silnikami z B-17G (GR-1829-G666 o mocy 1200 KM). Wymieniono stateczniki poziome, zastępując je sterami także z B-17G. Całkowicie wymieniono instalację elektryczną, zastępując ją nową, wzorowaną na instalacji z B-29 i usunięto system ciśnieniowy kabiny. Zwiększono liczbę zabieranych pasażerów do 38, wzrosła także maksymalna masa startowa do 45.000 funtów. Po kilku latach służby w roku 1951 zostały one sprzedane francuskim liniom lotniczym Aigle Azur.
W okresie wojny wietnamskiej trzy maszyny, oficjalnie zarejestrowane we Francji, bazowały w Sajgonie, znajdując się pod kontrolą amerykańską. Były to jedyne w tym okresie samoloty cywilne, które mogły latać do północnowietnamskiego Hanoi. W trakcie wojny jeden z nich został omyłkowo zestrzelony przez myśliwiec amerykański.
SB-307B
Pojedynczy egzemplarz Stratolinera został zakupiony prywatnie przez amerykańskiego multimilionera Howarda Hughesa. Hughes planował użyć samolotu do pobicia ustanowionego przez niego samego rekordu w przelocie dookoła świata (wynosił on 3 dni i 18 godzin, a ustanowił go w lipcu 1938 w samolocie Lockheed Model 14). Boeing nie chciał ryzykować utraty TWA i Pan Am jako klientów i nie zgodził się na sprzedaż samolotu Hughesowi, który chciał otrzymać zamówioną przez siebie maszyną „poza kolejką”. Hughes, nie chcąc rezygnować z posiadania tego samolotu, wykupił pakiet kontrolny akcji TWA i pierwszy ze zbudowanych dla tej firmy samolotów przejął na własne potrzeby.
SB-307B miał mały statecznik pionowy podobny do B-17C, klapy jak w S-307, ale długie obudowy silników jak SA-307B, był jednak wyposażony w silniki o większej mocy niż SA-307B. W celu pobicia rekordu świata, w samolocie powiększono zbiorniki paliwa z 1700 galonów (ok. 6 435 l) do 2290 galonów (ok. 8 668 l.  Dzięki takiemu rozwiązaniu możliwy był przelot z Los Angeles do Berlina bez międzylądowania. Start do rekordowego przelotu planowany był na 1 września 1939, ale wybuch II wojny światowej pokrzyżował plany Hughesa.
Hughes przebudował planowanego rekordzistę na najbardziej luksusową latającą salonkę zbudowaną w ówczesnym czasie. Kosztem 250 000 dolarów amerykańskich samolot został wyposażony między innymi w bar, kuchnię, specjalnie zaprojektowaną klimatyzację, dwie ubikacje, toaletę damską i sześć łóżek. Z powodu niektórych zmian konstrukcyjnych samolot nie otrzymał certyfikacji cywilnej i Hughes nie używał go aż do 1947 roku, kiedy samolot ponownie zmodyfikowano tak, aby spełniał wymagane standardy. W czasie wojny dowództwo Army Air Transport Command usiłowało wypożyczyć samolot od Hughesa, który jednak odmówił. Po wojnie w 1947 roku sprzedał go teksańskiego milionerowi Glenowi McCarthy’emu, który go prawie w ogóle nie używał. Kiedy samolot ponownie trafił na rynek w 1963 roku, miał wylatane tylko 500 godzin. Uszkodzony przez huragan kadłub samolotu został w późniejszym czasie przebudowany na luksusową łódź mieszkalną.

## Konstrukcja
Boeing 307 Stratoliner był całkowicie metalowym, wolnonośnym dolnopłatem napędzanym czterema silnikami gwiazdowymi. Maszyna mogła przewozić na swoim pokładzie 33 pasażerów w komfortowych warunkach, część z foteli była rozkładana, na ścianach kadłuba zamontowano boazerię, a na podłodze położono dywany. Kadłub samolotu był w całości ciśnieniowy. Podwozie, skrzydła, usterzenie i silniki wraz z instalacją zaadaptowano z bombowca B-17C.